# Ekajaṭī

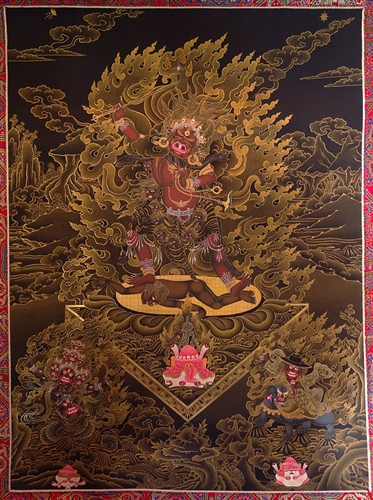
Ekajaṭī, conosciuta anche come Blue Tara o Ugra Tara, è una delle feroci divinità della tradizione buddista Vajrayana.

Ekajaṭī o Ekajaṭā (in sanscrito: "Una donna intrecciata"; Wyliie: ral gcig ma: una che ha una ciocca di capelli), nota anche come Māhacīnatārā, è una dei 21 Tārā. Ekajati è una delle più potenti e feroci protettrici della mitologia buddista Vajrayana. Secondo le leggende tibetane, il suo occhio destro fu trafitto dal maestro tantrico Padmasambhava in modo che potesse aiutarla a soggiogare meglio i demoni tibetani.
Ekajat è anche conosciuta come "Blue Tara", Vajra Tara o "Ugra Tara". È generalmente considerata una delle tre principali protettrici della scuola Nyingma insieme a Rāhula e Vajrasādhu (Wylie: rdo rje legs pa).
Spesso Ekajati appare come liberatrice nel mandala della Tara Verde. Inoltre, i suoi poteri ascritti possono rimuovere la paura dei nemici, diffondendo gioia e rimuovendo gli ostacoli personali sulla via dell'illuminazione.
Ekajaṭī è la protettrice dei mantra segreti e "come la madre di tutti" rappresenta l'unità definitiva. In quanto tale, anche il suo mantra è segreto. È la protettrice più importante degli insegnamenti Vajrayana, in particolare dei Tantra interiori e dei terma. Come protettrice del mantra, supporta il praticante nella decifrazione dei codici simbolici dākinī e determina adeguatamente i tempi e le circostanze appropriati per rivelare gli insegnamenti tantrici. Poiché realizza completamente i testi e i mantra sotto la sua cura, ricorda al praticante la loro preziosità e segretezza. Düsum Khyenpa, 1° Karmapa Lama ha meditato su di lei nella prima infanzia.
Secondo Namkhai Norbu, Ekajaṭī è il principale guardiano degli insegnamenti Dzogchen ed è "una personificazione della natura essenzialmente non duale dell'energia primordiale".
Lo Dzogchen è l'insegnamento più gelosamente custodito nel buddismo tibetano, di cui Ekajaṭī è la principale guardiano. Si dice che Sri Singha (in sanscrito: Śrī Siṃha) stesso abbia affidato l'"Essenza del Cuore" (Wylie: snying thig) insegnamenti alle sue cure. Al grande maestro Longchenpa, che iniziò la diffusione di alcuni insegnamenti Dzogchen, Ekajati offrì una guida insolitamente personale. Nel suo trentaduesimo anno, Ekajati apparve a Longchenpa, supervisionando ogni dettaglio rituale dell'Essenza del Cuore nel potenziamento delle Dakini, insistendo sull'uso di una piuma di pavone e rimuovendo il bacino non necessario. Quando Longchenpa eseguì il rituale, lui annuì con la testa in segno di approvazione, ma corresse la sua pronuncia. Quando recitò il mantra, Ekajati lo ammonì, dicendo: "Imitami" e lo cantò con una melodia strana e armoniosa nella lingua della dakini. Successivamente apparse al raduno e ha ballato gioiosamente, proclamando l'approvazione di Padmasambhava e delle dakini.

## Origine
Ekajaṭī si trova sia nel pantheon buddista che in quello indù; il più delle volte si afferma che abbia avuto origine nel pantheon buddista, ma alcuni studiosi sostengono che non è necessariamente così. Si ritiene inoltre che Ekajaṭī sia originaria del Tibet e che da lì sia stata introdotta nel Nalanda nel VII secolo dal (tantrico) Nagarjuna. Sembra che, almeno in alcuni contesti, sia trattata come un'emanazione di Akshobhya.

## Iconografia
Può avere la pelle rosso scuro o blu scuro, con uno chignon alto e rosso ("colei che ha solo uno chignon" è un altro dei suoi nomi). Ha una testa, un seno, due braccia e un solo occhio. Tuttavia, può anche essere raffigurata con più parti del corpo; fino a dodici teste e ventiquattro braccia, con diversi attributi tantrici (spada, kukuri, phurba, ascia di loto blu, vajra).
In un'altra forma, i suoi capelli sono disposti nella stessa crocchia con un ricciolo turchese sulla fronte. Questa e le altre sue caratteristiche indicano la sua sfolgorante fedeltà al non dualismo. L'unico occhio di Ekajati guarda nello spazio in maniera incessante, una singola zanna trafigge gli ostacoli, un solo seno "nutre i praticanti supremi come i [suoi] figli". È nuda, come la consapevolezza stessa, fatta eccezione per un indumento di nuvole bianche e pelle di tigre intorno alla vita. La pelle di tigre è l'abito del siddha realizzato, che significa illuminazione senza paura. È ornata di serpenti e di una ghirlanda di teste umane. In alcune rappresentazioni, sta su una gamba sola. Il suo corpo è di colore scuro, marrone o blu intenso. Si erge su un mandala fiammeggiante di forma triangolare, che rappresenta il completo risveglio. È circondata da un temibile seguito di mamo demonesse, che eseguono i suoi ordini a sostegno degli insegnamenti segreti, ed emana un seguito di cento feroci lupi di ferro dalla sua mano sinistra. Per i praticanti scoraggiati o pigri, si impegna ad essere "una freccia di consapevolezza" per risvegliarli e rinfrescarli. Per i praticanti ribelli o irrispettosi, è adirata e minacciosa, impegnata ad uccidere i loro ego e guidarli al dharmakaya, o alla realizzazione finale stessa. Tiene nella mano destra il cuore rosso eviscerato e gocciolante di coloro che hanno tradito i loro voti Vajrayana.
Nella sua forma più comune tiene in mano un'ascia, drigug (mannaia) o khatvanga (bastone tantrico) e una coppa con teschio. Nel suo chignon c'è una foto di Akshobhya.
Il suo comportamento esprime determinazione. Con il piede destro calpesta i cadaveri, simboli dell'io. La sua risata vajra mette a nudo una lingua divisa o una lingua biforcuta e un solo dente. È adornata con una collana di teschi, una tigre e una pelle umana. È circondata da fiamme che rappresentano la saggezza.
Quando Ekajati appare agli yogi nelle agiografie, è particolarmente arrabbiata. Parla con strilli acuti e penetranti, i suoi occhi bollenti mentre digrigna la zanna. A volte, appare due volte la dimensione umana, brandendo armi e servita da streghe inzuppate di sangue.